# Eriastichus nakos
Eriastichus nakos (лат.) — вид мелких хальциноидных наездников из подсемейства Tetrastichinae (Eulophidae). Встречаются в Неотропике: Доминиканская Республика, Эквадор.

## Описание
Мелкие наездники-эвлофиды. От близких видов отличается следующими признаками: мезоскутеллум с частями, латеральными от субсрединных бороздок, сильно щетинистый; срединная часть проподеума голая. Тело покрыто многочисленными тонкими короткими волосками. Скуловая борозда изогнута; брюшко с раздутой плевральной мембраной между Gt1-4 и Gs1-4; у обоих полов пучок светлых и уплощенных щетинок сбоку на Gt6. Усики 12-члениковые (булава из 3 члеников). Биология неизвестна. Предположительно, как и другие близкие группы паразитируют на насекомых.

## Таксономия
Вид был впервые описан в 1994 году австралийским энтомологом John La Salle (1951-2018), а его валидный статус подтверждён в ходе ревизии, проведённой в 2021 году шведским гименоптерологом Christer Hansson.